# Odontobutis haifengensis
Odontobutis haifengensis — вид риб родини Odontobutidae. Прісноводна / солонуватоводна бентопелагічна субтропічна риба, сягає 10.7 см довжини. Є ендеміком провінції Гуандун, Китай.